# 이익 성호전집 목판
이익 성호전집 목판(李瀷 星湖全集 木板)은 대한민국 경상남도 밀양시 부북면 전사포리에 있는, 조선 후기 우리나라 문화와 사상사에 하나의 신기원을 이룩한 실학자인 성호 이익(李瀷,1681∼1763)의 방대한 문집을 목판에 새겨 발행한 것이다.
1979년 12월 29일 경상남도의 유형문화재 제178호 성호선생전집책판으로 지정되었다가, 2018년 12월 20일 현재의 명칭으로 변경되었다.

## 개요
『성호선생전집』책판은 조선 후기 우리나라 문화와 사상사에 하나의 신기원을 이룩한 실학자인 성호 이익(李瀷,1681∼1763)의 방대한 문집을 목판에 새겨 발행한 것으로, 총 36책 1,000여 장이며 광주 안씨 문중의 재사(齋舍)인 모령당에서 간행되었다.
이익은 둘째형 이잠이 장희빈을 두둔하는 상소를 올렸다가 47살의 나이로 옥에서 죽자, 과거에 나아갈 뜻을 버리고 평생을 조상들의 묘가 있는 안산의 첨성리에서 살았다. 그의 학문은 철저하게 유교적인 기반 위에서 이루어진 것이었으나, 당시의 세계관과 역사의식이 확대되면서 자기나라에 대한 새로운 인식과 실증적인 태도를 갖추었다. 양반도 생산적인 일에 직접 종사해야 하고, 노비의 신분을 점차적으로 해방시켜야 한다는 등 당시 조선사회에서는 혁신적인 주장을 많이 편 인물이다. 저서로는 『성호사설』, 『곽우록』, 『성호선생문집』 등이 있다.
『성호선생전집』은 문집을 자료를 보충하여 새긴 증보판이다. 밀양 천연정에서 1917년 『성호선생문집』27책본을 간행한 후 다시금 1922년 안희원에 의해 전집 36책으로 간행한 것이다.
안희원은 이 일의 완성을 보지 못하고 목숨을 다하였으나, 그의 자제들이 계승하여 1922년 온전히 간행하였다. 이것이 세칭 36책본 또는 사포본이라고 한다. 27책본은 『성호선생문집』이고, 이 36책본은 『성호선생전집』이라고 한다. 이 문집 간행의 진행과정과 출연자의 이름과 금액이 기록된 『모현록』이 있다.

## 같이 보기
- 이익

## 참고 문헌
- 이익 성호전집 목판 - 국가유산청 국가유산포털